# Grèbe microptère
Rollandia microptera
Espèce
Statut de conservation UICN

 EN  : En danger
Le Grèbe microptère (Rollandia microptera), aussi appelé grèbe du Titicaca, est une espèce d'oiseaux appartenant à la famille des Podicipedidae.

## Répartition
Cet oiseau fréquente le bassin du lac Titicaca.

## Population
L'espèce est considérée comme en danger avec une population résiduelle de moins de 750 individus.